# طوسين رشيد

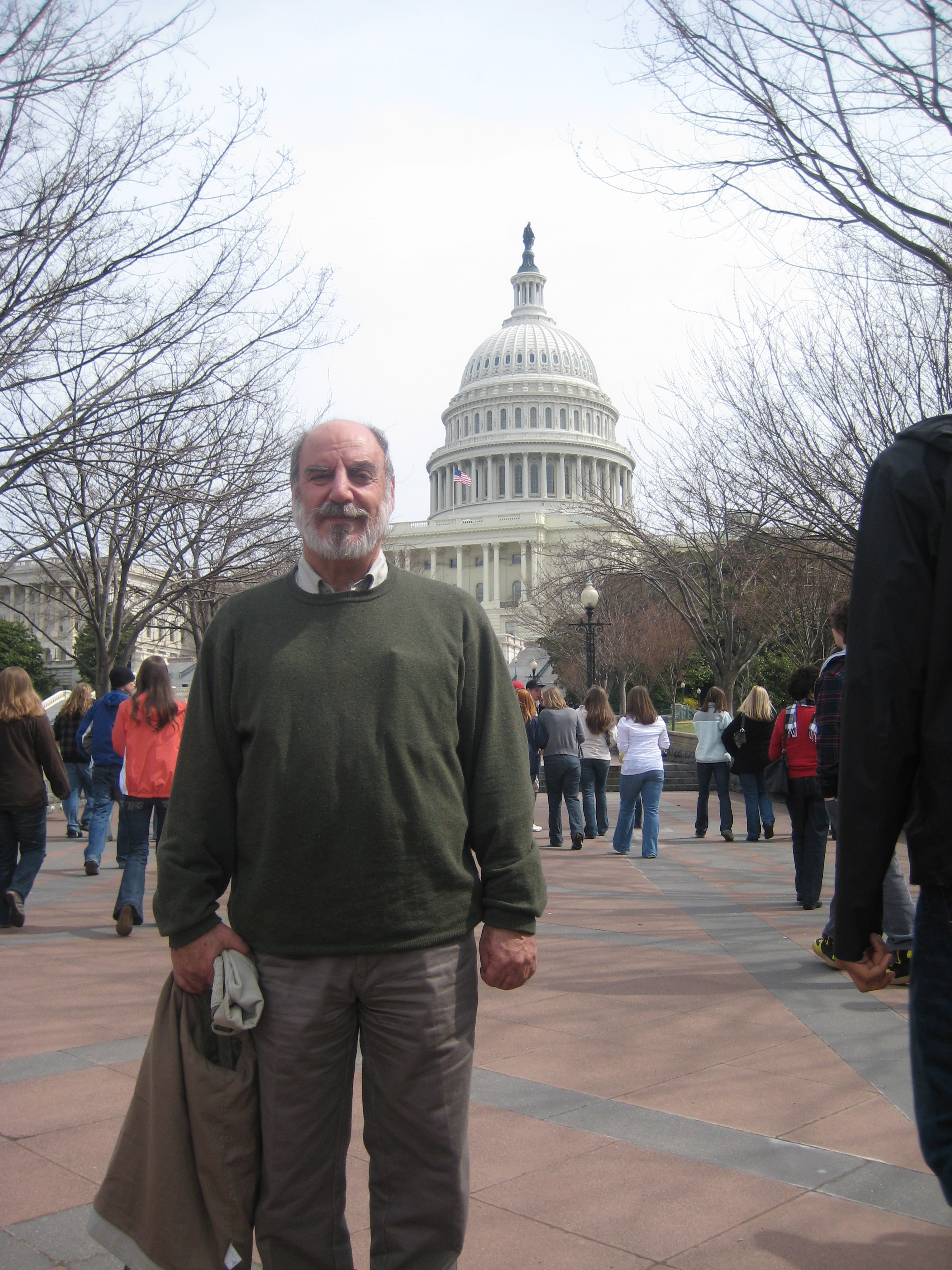
توسيني رشيد في واشنطن/الصورة: إذاعة صوت أميركا الكردية

توسيني رشيد مواليد 1941 كاتب وشاعر وكاتب مسرحية كردي معاصر. وُلد في قرية كوركاند (كوركيند) في أرمينيا. درس الفيزياء والكيمياء في المعهد التربوي وتخرج منه عام 1964. وبعد عدة سنوات من عمله في مجال التدريس، واصل دراسته في عام 1970، وحصل على درجة الدكتوراه في الكيمياء عام 1975. وفي العام نفسه، أصدر كتابه الأول بعنوان "كلام الطريق".
خلال سبعينيات القرن العشرين، استُخدم نحو 200 من مقالاته، تحت اسم "الموسوعة الكردية"، ضمن البرامج الثقافية لإذاعة يريفان. وفي عام 1984، نشر أولى مسرحياته، المستوحاة من الملحمة الفولكلورية الكردية الشهيرة سيابند وخسج.
وفي عام 1993، غادر أرمينيا واستقر في ملبورن، أستراليا.

## الكتب
1. Kilamê rê، مجموعة قصائد I، 1975.
2. زوزان، ديوان القصائد الثاني، 1983.
3. نيفرو، ديوان القصائد الثالث، 1987.
4. Siyabend û Xecê، مسرحية، 70 صفحة، دار نشر روجا نو، 1988. رقم ISBN 91-7672-025-X
5. شيفا بي زيو، مجموعة قصص قصيرة، دار ابيك للنشر، السويد، 2000.
6. في ذكرى قناة كوردو ، مع حسين حبيش، ألمانيا، 2000.
7. Min Bêriya Şevên Spî Kiriye (افتقدت الليالي البيضاء)، مجموعة قصص قصيرة، 256 صفحة، دار نشر أفستا، 2005.

## روابط خارجية
- "Antolojiya çîrokên kurdî" [Anthology of Kurdish Stories] (بالكردية). مؤرشف من الأصل في 2008-02-02.
- "Min Bêriya Şevên Spî Kiriye". مؤرشف من الأصل في 2007-03-12.
- "Hevpeyvînek bi Tosinê Reşîd" [An Interview with Tosine Rashid]. Avesta Kurd Online Journal (بالكردية). مؤرشف من الأصل في 2015-12-22.
- "Tosinê Reşîd: Nirxandina keda hêja". Avesta Kurd Online Journal (بالكردية). مؤرشف من الأصل في 2014-07-26.